# Munay (álbum de Pedro Capó)
Munay es el nombre del cuarto álbum de estudio del cantante puertorriqueño Pedro Capó. Fue lanzado el 17 de septiembre de 2020, por Sony Music Latin. Cuenta con únicamente la presencia del artista, Farruko.
Cuenta con el exitoso sencillo «Calma» el cual desde su lanzamiento, la canción se ha convertido en un gran éxito, encabezando las listas de Puerto Rico, Argentina, Bolivia, Chile, Colombia, Costa Rica, República Dominicana, entre otros. La canción también recibió una certificación latina de doble platino por parte de la RIAA por vender más de 120,000 copias en el país.
En cuanto al álbum, el artista en este proyecto explora desde canciones en español hasta canciones en inglés, con el que propone sonidos de Neo soul y también balada, dejando un poco el reguetón que lo llevó al estrellato.

## Lista de canciones
| N.º   | Título                        | Duración |  |
| 1.    | «Day by day»                  | 3:18     |  |
| 2.    | «La sábana y los pies»        | 3:06     |  |
| 3.    | «Donde hubo amor»             | 3:38     |  |
| 4.    | «Contigo na' ma»              | 3:39     |  |
| 5.    | «Bandera blanca»              | 3:12     |  |
| 6.    | «Tu fanático»                 | 3:24     |  |
| 7.    | «Buena suerte»                | 2:54     |  |
| 8.    | «Calma»                       | 3:00     |  |
| 9.    | «Calma (Remix)» (con Farruko) | 3:57     |  |
| 10.   | «Las luces»                   | 3:47     |  |
| 11.   | «Would you let me go»         | 3:40     |  |
| 37:40 |                               |          |  |